# Kattklosläktet
Kattklosläktet (Dolichandra) är ett släkte i familjen katalpaväxter från Sydamerika och Västindien.
Släktet innehåller städsegröna klättrande buskar. Bladen är motsatta, sammansatta och ibland med klängen. Blommorna är toppställda eller kommer i bladvecken. Kronan är klocklik, tvåläppig med fem flikar. Frukten är en avlång kapsel med många vingade frön.

### Webbkällor
- Svensk Kulturväxtdatabas
- Flora of Pakistan - Macfadyena
- Wikimedia Commons har media som rör Kattklosläktet.